# William Monson (1. wicehrabia Oxenbridge)
William Monson, 1. wicehrabia Oxenbridge PC (ur. 18 lutego 1829, zm. 16 kwietnia 1898) – brytyjski polityk liberalny. W latach 1862–1886 znany był jako Lord Monson. W latach 1880–1885 i w 1886 roku był kapitanem Yeomen of the Guard w rządzie premiera Williama Ewarta Gladstone’a.

## Życiorys
Monson był synem Williama Monsona, 6. barona Monson i Elizy, córki Edmunda Larkena. Jego młodszym bratem był dyplomata Edmund Monson.

### Kariera polityczna
W 1858 roku Monson został wybrany posłem okręgu wyborczego Reigate. W 1862 roku przystąpił do Izby Lordów, zostając zastąpionym przez swojego ojca. W 1874 był Skarbnikiem Dworu Królewskiego, a w latach 1880-1885 i w 1886 roku był kapitanem Yeomen of the Guard. W 1874 roku został członkiem Tajnej Rady Wielkiej Brytanii. W 1886 roku uzyskał tytuł wicehrabii Oxenbridge. W latach 1892–1894 ponownie znalazł się w rządzie Gladstone’a na stanowisku Mistrza Konia. W latach 1880–1892 był osobą odpowiedzialną za dyscyplinę rządu w Izbie Lordów.

## Życie prywatne
7 sierpnia 1869 roku Monson poślubił Marię, wdowę hrabinę Yarborough, córkę Cornwallisa Maude, 3. wicehrabięego Hawarden i wdowy po Charlesie Pelhamie, 2. hrabim Yarborough. Małżeństwo to było bezdzietne. Maria zmarła w grudniu 1897 roku. Monson zmarł kilka miesięcy później, w kwietniu 1898 roku, w wieku 69 lat. Po jego śmierci jego tytuł przejął jego młodszy brat Debonnaire Monson.